# Leilão eletrônico

Site de leilão online do brasil

Leilão eletrônico (português brasileiro) ou leilão eletrónico (português europeu), também conhecido como leilão online é realizado via web, como uma ferramenta de Business-to-Business (B2B) principalmente para as áreas de aquisição ou compras. No leilão eletrônico praticamente todos os aspectos de um leilão tradicional são replicados. As Características básicas dos leilões, sejam online ou não, é que os preços são determinados dinamicamente em processo de concorrência. Leilões são um método de comércio estabelecido a gerações, e se prestam para lidar com produtos e serviços para os quais o canais de marketing convencionais são insuficientes ou ineficientes. No Brasil, os leilões online tem sido uma forma econômica do vendedor recuperar o valor pago pago por carros, motos e até mesmo imóveis.

## Histórico

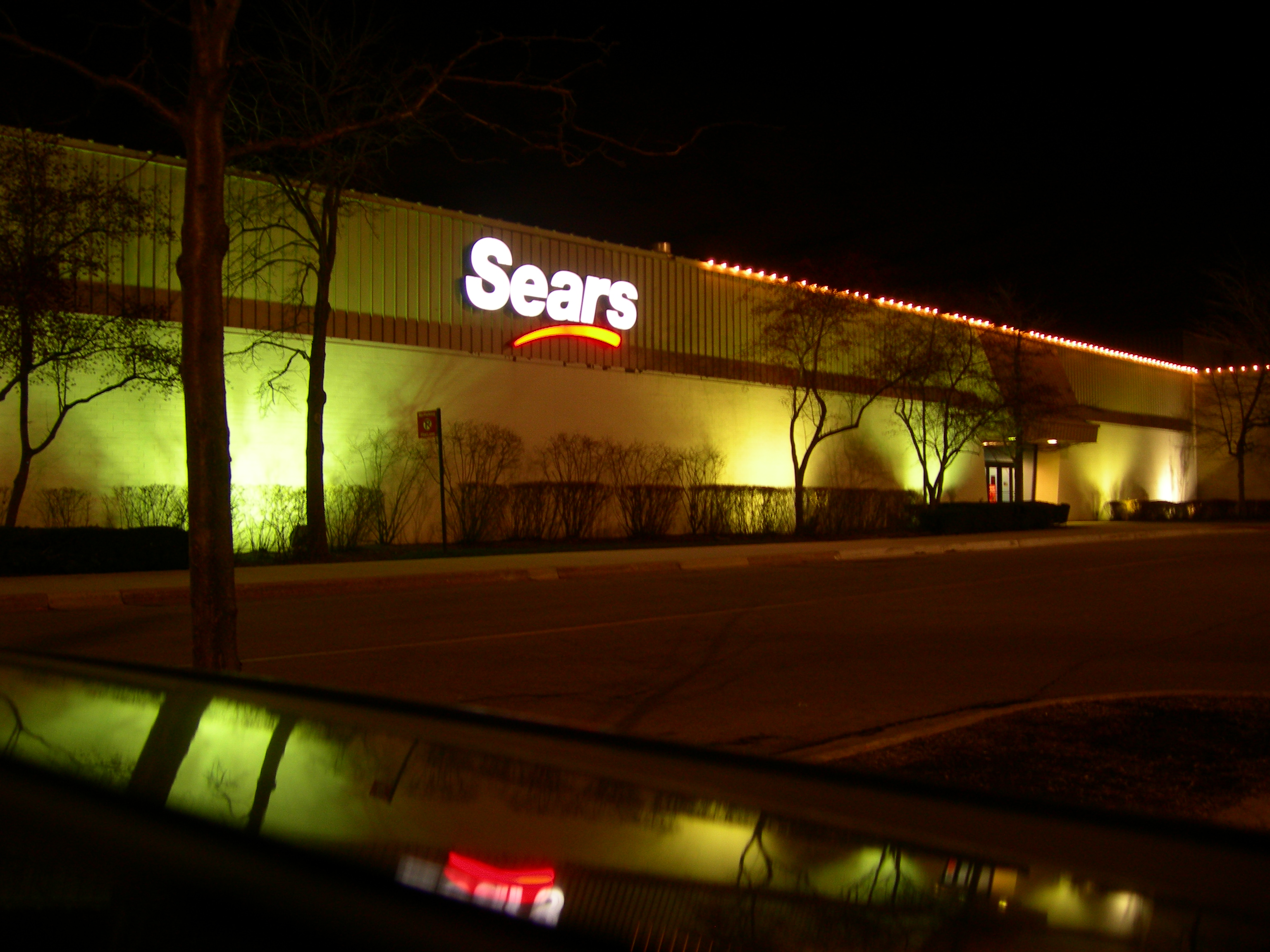
Loja da Sears

Leilões eletrônicos ganharam popularidade no início dos anos 1990 como resultado da maior integração entre aplicações baseadas em Internet. Os leilões são utilizados em transações comerciais B2C, B2B, C2B, Governo Eletrônico e C2C, tornando-se populares em diversos países. Podendo ser conduzido pelo site do vendedor, do comprador ou do site de terceiros.Os economistas acham que os leilões apresentam um mercado eficiente, porque os vendedores decidem o preço e podem decidir parar de fazer lances se o preço do item exceder seu valor. Os leilões podem ser divididos em 4 tipos:
Leilões Tradicionais (também conhecido como forward auction): São aqueles que os vendedores utilizam como leilões de vendas para muitos compradores em potencial. O site de leilões tradicionais mais populares é o eBay, que possui um aplicativo para iPhone. Normalmente os itens são postados em sites de leilões e os compradores podem fazer propostas para a compra do item ou de serviço até o prazo final. A maior proposta compra o item. Além do eBay existem muitos leilões online do tipo B2C e B2B. Esse tipo de leilões  é utilizado para liquidar o excesso de estoques ou para aumentar o leque de clientes, especificamente para produtos e serviços especiais. A Sears, por exemplo, liquida o estoque em excesso ou descontinuado por meio de leilões a preços fixos.

Logomarca da eBay

Leilões Reversos: É um tipo de leilão, onde uma empresa ou agência do governo que deseja comprar itens faz uma solicitação de cotação em seu site ou em um mercado de leilões terceirizado. Após a solicitação de cotação, vendedores ou fornecedores pré-aprovados  submetem propostas eletronicamente. Leilões reversos podem atrair um conjunto amplo de compradores interessados, que podem ser fabricantes, distribuidores ou varejistas. As propostas são destinadas via intranet do computador para os departamentos  de engenharia e finanças para avaliações. Esclarecimentos são feitos por e-mail e o vendedor é notificado eletronicamente. Este tipo de leilão é o modelo mais comum de leilão para grandes quantidades de pedidos ou itens de alto custo. O menor lance único vence o leilão. O Governo de grande corporações muitas vezes exigem essa abordagem por meio de solicitação de orçamento para licitação, porque a competição entre os vendedores leva a economias consideráveis.
A FreeMarkets uma das piores em leilões reversos, é uma empresa que auxilia os clientes a projetar e depois executar leilões de compras, fundada em 1995 pelo consultor da McKinsey e pelo executivo da General Electric Glen Meakem após ele ter falhado em encontrar suporte interno à ideia de uma divisão específica na General Electric voltada à leilões eletrônicos. Meakem contratou seu colega Sam Kinney que desenvolveu a maior parte do conteúdo proprietário da FreeMarkets. Baseada em Pittsburgh, PA, EUA; a FreeMarkets construiu times de desenvolvimento de mercados, conhecidos como "market makers" e "commodity managers" para gerenciar a tendência de processos e marcar base em processos de aquisição buscando gerenciamento destes em nível global.
Os clientes da FreeMarkets incluíam grandes empresas e "players" globais como BP plc, United Airlines, Visteon, H.J. Heinz, Phelps Dodge, Alcoa, Exxon Mobil, e Royal-Dutch Shell, além de outros iniciantes no setor como EU-Supply, Procuri e CommerceOne. A United Technologies usa a FreeMarkets para conduzir leilões  para seus fornecedores e a empresa espera economizar em torno de 1,2 bilhões de dólares em 2002. A General Electric passou a maioria de suas comprar para leilões eletrônicos, comprando mais de 6 bilhões de dólares em produtos em 2000
Embora a FreeMarkets sobrevivesse no período de estagnação/ queda do período do boom ponto-com, no início da década de 2000 aparente seu modelo de negócio era realmente como uma empresa consultora da velha economia mas com software proprietário e sofisticado. Os leilões reversos transformaram-se na base de seus negócios e os preços que FreeMarkets tinha para seus serviços deixaram de cair significativamente. Isto conduziu a uma consolidação do mercado do serviço de leilões eletrônicos.
A revista norte-americana Fortune publicou um artigo em Março de 2000 que descreve os primórdios dos leilões reversos 
Leilão Holandês: Leilão usado originalmente para vendas de tulipas, onde o preço inicial é estabelecido alto, e é diminuído em pequenos incrementos. O participante que fizer a primeira oferta vence o leilão e leva o produto.
Leilão Invertido: Esse leilão funciona completamente diferente pois que oferta o  preço é o comprador e os vendedores decidem se querem fornecer o produto ou serviço a esse preço. A Priceline é uma empresa agregadora de demanda, que pratica o leilão invertido, e tem sido bem sucedida com passagens áreas e hotéis.

### Vantagens dos Leilões Eletrônicos
Leilões eletrônicos normalmente aumentam as receitas dos vendedores por meio da expansão da base de clientes e do encurtamento do ciclo do leilão. Os compradores geralmente se beneficiam de leilões online por causa da oportunidade de barganhar por preços mais baixos e da conveniência de não precisarem ir até o local aonde acontece o leilão para participar dele.
Empresas e indivíduos realizam leilões de vários tipos na internet. Esta é a forma mais barata e rápida de vender ou liquidar produtos. Os leilões eletrônicos removem as restrições de tempo e de um lugar de um leilão e permitem a participação generalizada.
Os sites de Leilões On-Line apresentam recursos para melhorar a qualidade do negócio. Muitos deles oferecem a possibilidade de incluir várias imagens do item apresentado, permitindo que os candidatos potenciais investiguem exaustivamente os itens antes de efetuar uma compra. Os licitantes também podem ver os comentários e avaliações apresentadas por outros que ganharam leilões realizados pelo vendedor. Isto torna possível que os interessados conheçam antecipadamente a reputação dos ofertantes.
A gama de itens que podem ser oferecidos em um site de Leilões On-Line é extremamente diversificada, desde roupa infantil, roupas de casa, eletrodomésticos e equipamentos eletrônicos. Mesmo bens como imóveis e veículos podem ser leiloados em um ambiente virtual. Através do eBay, por exemplo, foi possível vender uma pequena cidade nos Estados Unidos por um valor de 345 mil dólares.
Em termos de honorários, os sites de Leilões On-Line geralmente cobram uma pequena taxa pela publicação do item , no leilão, além de valores extras para qualquer outro serviço promocional.

#### Desafios da Venda Online
Enquanto o uso de canais alternativos de vendas existe desde o início do comércio, a Internet e a Web serão os únicos aceleradores na estratificação das vendas. Até 2003, mais de 55% das decisões de compra envolverão uma ou mais idas à Internet. Para se preparar, as empresas precisam investir na compreensão dos processos de compra dos clientes. Também até 2003, as organizações que não conseguirem usar a Web para funções repetitivas e de baixo valor agregado manterão custos de vendas mais altos do que seus concorrentes familiarizados com ela. Portanto, as organizações de venda não só devem estratificar as vendas com canais, mas também com etapas no processo de compras. Até 2004, 25% das organizações de venda incorporarão portais impulsionados por venda como parte de sua estratégia agressiva de e-business.